# Silnice II/305

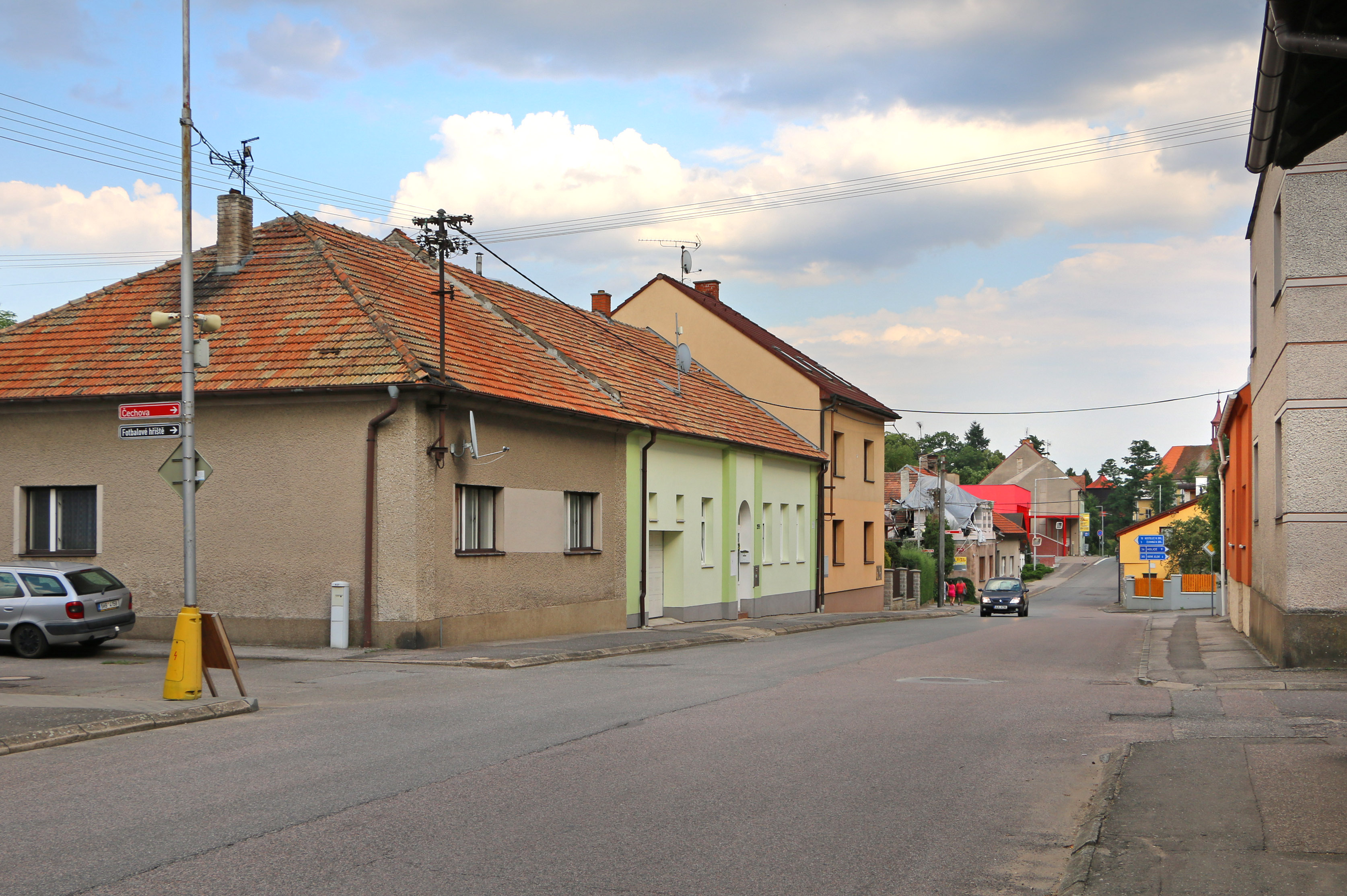
Průjezd Borohrádkem

Silnice II/305 je silnice druhé třídy v Královéhradeckém a Pardubickém kraji. Spojuje Týniště nad Orlicí a Skuteč.
Celková délka silnice je 38 km.

## Vedení silnice
- Týniště nad Orlicí (I/13)
- Borohrádek (I/36)
- Horní Jelení
- Jaroslav (I/35)
- Stradouň (I/17)
- Luže (II/356)
- Skuteč (II/358)